# (12522) Rara
(12522) Rara (1998 HL99) – planetoida z pasa głównego asteroid okrążająca Słońce w ciągu 3,41 lat w średniej odległości 2,27 j.a. Odkryta 21 kwietnia 1998 roku. Nazwana na cześć filipińskiego ucznia Prem Vilas Fortran Moso Rara.